# Trefpunt (plek)

Gestandardiseerd ISO-pictogram voor een brandveilige ontmoetingsplaats

Een trefpunt, ontmoetingsplaats, of ontmoetingspunt is een geografisch gedefinieerde plek waar mensen afspreken. Zo’n trefpunt is vaak een oriëntatiepunt dat populair is geworden bij toeristen en inwoners om bij af te spreken. Voorbeelden van een trefpunt zijn publieke ruimte of faciliteiten zoals een plein, standbeeld, park, fontein, plek in een pretpark, luchthaven, treinstation, enzovoort.